# Hamma nodosum
Hamma nodosum är en insektsart som beskrevs av Buckton. Hamma nodosum ingår i släktet Hamma och familjen hornstritar. Inga underarter finns listade i Catalogue of Life.